# Självmordskris
Självmordskris är en psykisk kris där någon är suicidal, det vill säga benägen till självmord. Självmordskris är ett nödläge som medför behov av psykiatrisk vård, möjligen psykiatrisk tvångsvård. Självmordskriser kan exempelvis utlösas av att en närstående begår självmord. Självmordskris är en fas när tankar på självmord övergått i en kritisk fas, en psykisk kris som drivits till sitt yttersta, fasen som föregriper ett självmordsförsök. Självmordskrisen triggas igång av att metoder för problemlösning sätts ur spel, varigenom en självmordshandling aktualiseras.
De mest uppenbara symptomen på självmordskris är att patienten talar om att begå självmord, skriver självmordsbrev, skaffar utrustning till självmord eller förbereder omvärlden på sin död.
Depression och bipolärt syndrom är några diagnoser som omfattar hög risk för självmordskriser.

## Orsaker
Självmordskris kan uppstå till följd av psykosociala problem eller psykisk ohälsa. Till de psykosociala problem som oftast orsakar självmordsförsök och tankar på detta hör ekonomiska problem, arbetslöshet, mobbning, trakasserier till exempel på internet, att personer i omgivningen begått självmord (så kallad självmordsvåg) och att förlora en nära anhörig (till exempel genom dödsfall eller skilsmässa). 
Depression, postpartumdepression, psykossjukdomar (akut psykos, schizofreni, affektiva psykoser) och substansmissbruk (alkoholmissbruk, narkotikamissbruk, blandmissbruk av i synnerhet kokain och alkohol) är vanliga psykiska störningar.
Självmordstankar kan också föregås av att personen får veta att den har en svår, kronisk sjukdom. Att vara offer för diskriminering, våldtäkt, lida av posttraumatisk stress, eller psykisk misshandel är ibland utlösande.
En självmordsbenägen person kan börja uppleva det som om personen gör omgivningen en tjänst genom att ta sitt liv eller känna sig som ett maktlöst offer för livomständigheter samt vara full av skamkänslor inför sig själv.